# Manuel Roussado
Manuel Lourenço Roussado (Lisboa, 24 de maio de 1833 — Liverpool, 22 de dezembro de 1909) foi um escritor, poeta, dramaturgo e diplomata português, condecorado com o título de 1.º Barão de Roussado, a 3 de junho de 1871, a título vitalício, pelo Rei D. Luís I, pelos seus serviços ao país. Foi empregado da Secretaria da Procuradoria-Geral da Coroa, de 1852 a 1871 e Cônsul de Portugal em Liverpool, entre 1908 e 1909, onde faleceu.

## Obras[3]
- Fossilismo e Progresso (revista em 3 atos e 6 quadros, 1856);
- Roberto: ou, A dominação dos agiotas, poema herói-cómico, paródia ao notável poema de Thomaz Ribeiro D. Jayme, ou A dominação de Castella (1862);
- Bom-senso e bom-gosto (1865);
- Bom-senso e bom-gosto: resposta á carta que o sr. Anthero do Quental dirigiu ao ex.mo sr. Antonio Feliciano de Castilho (1865);
- Bom-senso e bom-gosto: resposta á carta que o sr. Anthero do Quental dirigiu ao ex.mo sr. Antonio Feliciano de Castilho. Segunda edição augmentada e seguida de uma carta sobre o mesmo assumpto (1866);
- Noites de Lisboa (1866);
- Os 2 surdos (didascália, com o pseudónimo Jules Moinaux, 1866);[4]
- A melancolia: poesia para recitar ao piano (1867);
- Roberto: poema cómico (1867);
- Lucrécia (comédia em 1 ato, 1868);
- Nas armas do Toiro (comédia em 1 ato, espanhol, 1868);
- O ditoso fado (comédia em 1 ato, 1872);
- Entre estrangeiros: impressões de viagem (1873);
- Folhetins humorísticos (1892);